# Leucosyrinx claviforma
Leucosyrinx claviforma é uma espécie de gastrópode do gênero Leucosyrinx, pertencente a família Pseudomelatomidae.